# Takashi Kitamura
Pour les articles homonymes, voir Kitamura.
Takashi Kitamura (北村　隆, Kitamura Takashi), né le 15 mai 1977 dans la préfecture de Niigata est un coureur du combiné nordique japonais.

## Biographie
Il débute au niveau international en 2002 dans la Coupe du monde B. Il fait ses débuts en Coupe du monde en janvier 2003, compétition dans laquelle son meilleur résultat restera deux sixièmes places.
En 2006, il prend part à ses seuls Jeux olympiques à Turin.
En 2007, il remporte le titre national devant Yōsuke Hatakeyama.
Il se retire en 2008.

## Palmarès

### Jeux olympiques d'hiver
| Épreuve / Édition | Épreuve / Édition | Turin 2006 |
| Sprint            |                   |            |
| Gundersen         | Gundersen         | 43e        |
| Par équipes       | Par équipes       | 6e         |

### Championnats du monde
Il a participé aux Mondiaux 2005 à Oberstdorf, se classant neuvième par équipes et vingt-huitième du sprint.

### Coupe du monde
- Meilleur classement général : 24e en 2004.
- Meilleur résultat individuel : 6e.

### Coupe du monde B
- 3 victoires lors d'épreuves.